# Federació Europea de Karate
La Federació Europea de Karate (EKF, European Karate Federation) és una organització de karate format per 53 països europeus. La EKF va ser fundada el 1963 i és membre de la Federació mundial de karate, una organització formada per 130 països. Aquesta federació és reconeguda pel Comitè Olímpic Internacional i té més de 10 milions de membres. L'EKF té l'objectiu de promoure, organitzar, regular i popularitzar l'esport del karate i participa en el Campionat mundial de Karate (WKF). El President de l'EKF és Antonio Arços d'Espanya, que també té el càrrec de president de la WKF.